# Maria Petronella
Maria Petronella was een koffieplantage aan de Warappakreek in het district Commewijne in Suriname. De plantage lag stroomafwaarts naast de plantage Johanna Maria en stroomopwaarts naast de plantage Bent’s Hoop. Er tegenover lag plantage Barbados. In het Sranantongo werd de Maria Petronella “Span” genoemd, naar de eerste eigenaar.

## Geschiedenis
In 1754 werd de grond uitgegeven aan Jan Spaan. Dit gebeurde nadat het fort Nieuw-Amsterdam klaar was en de gronden tussen dat fort en het fort Sommelsdijk beschermd werden. De grond had een grootte van 500 akkers. 
Spaan was in 1747 vanuit Amsterdam naar Suriname gekomen. Hij was tevens eigenaar van Johanna Maria. Maria Petronella was de naam van zijn oudste dochter. De plantage Johanna Maria was vernoemd naar zijn echtgenote, Johanna Maria Berkhof. In 1777 werden deze plantages uitgebreid tot een totale oppervlakte van 1.228 akkers.
In 1793 werd plantage Maria Petronella, net als vele andere in dit gebied, gedeeltelijk omgezet in een katoenplantage. Na het overlijden van Spaan en zijn vrouw kwam de plantage in bezit van hun schoonzoon, Josepheus Donatus Justus Thijm. 
In 1821 bezocht missionaris Wennekers Maria Petronella, alsmede plantage Toledo. Hier werden de eerste slavenkinderen buiten Paramaribo katholiek gedoopt.  
In 1843 was Maria Petronella weer een volledige koffieplantage met 229 slaven.
Bij de emancipatie in 1863 werkten er nog 91 slaven op Maria Petronella. De eigenaren waren de erfgenamen van Thijm, die allen de naam Planteau hadden. Zij waren ook voor de helft eigenaar van de plantages Visserszorg, Rouxgift en Lausanne. In 1866 werd de plantage geveild als een bananen- en koffieplantage.
A la bonne heure · Anna's Zorg · Akkerboom · Alliance · Alkmaar · Andresa · Auka · Andreesgift · Bantaskine · Barbados · Batavia · Beekenhorst · Belladrum · Bellevue · Belwaarde · Beninenburg · Berg en Dal · Bergen op Zoom · Berlijn (Commewijne) · Berlijn (Para) · Bethlehem · Boksweide · Boston · Botany Bay · Boxel · Bronswijk · Brouwerslust · Bruinendaal · Bucklebury · Buitenrust · Burnside · Cadrosspark · Caledonia · Campenburg · Cannewapibo · Catharina Sophia · Clevia  · Cliffort-Kokshoven · Clyde · Concordia · Concordia en een Kwart Lot · Courcabo · De Dageraad · De Goede Vriendschap · De Resolutie · De Vier Hendrikken · Diamond · Dijkveld · Domburg · Dordrecht · Eendragt · Elisabeth's Hoop · Ellen · L'Espérance (Nickerierivier) · L'Espérance (Surinamerivier) · Esthersrust · Fairfield · Fortuin · Flora · Florentia · Frederiksburg · Frederiksdorp · Frederikslust · Geertruidenberg · Geyersvlijt · Glensander · Gloria · Groot Chatillon · Groot Marseille · Guadeloupe · Hague · Hamburg · Hamilton · Hamptoncourt · Hannover · Hazard · Hebron · Hecht en Sterk · Hooyland · Hope · Houttuin · Huntly · Huwelijkszorg · Inverness · Jagtlust · Jodensavanne · Johan & Margaretha · Johanna Catharina · Johanna Maria · Johannesburg · John · Katwijk · Kent · Kerkshoven · Killenstein · Klein Bellevue · Kleinhoop · Krappahoek · Kroonenburg · Kwatta · La Jalousie · La Prosperité · La Rencontre · La Ressource (Saramacca) · La Ressource (Surinamerivier) · La Singularité · Laarwijk · Leasowes · Leliëndaal · Leonsberg · Livorno · Longmay · Lunenburg · Lust en Rust · Lustrijk · Maasstroom · Margarethenburg · Maria Petronella · Mariënbosch · Mariënburg · Margaretha's Gift · Mary's Hope · Meerzorg · Merveille · Moed en Kommer · Mon Bijou · Mon Souci · Mon Trésor · Monnikendam · Mopentibo · Morgenster · Moy · Nieuw Mocha · Nieuwzorg · Nieuwe Aanleg · De Nieuwe Grond · Nijd en Spijt · Novar · Nursery · Nut en Schadelijk · Onoribo · Onverwacht · Oranibo · Ornamibo · Overbrug · Overtoom 
· Oxford · Palestina · Paradise · Persévérance · Petersburg · Picardië · Peperpot · Pieterszorg · Plaisance · Poelwijk · Potosie · Purmerend · Reijnsdorp · Reijnsfort · Rijnberk · Roosenburg · Rorac · Rust en Werk · Rustenburg · Saltzhalen · Sans Souci · Saphir · Sarah · Sardam · Schaapstede · Schoonoord · Sinabo en Gelre · Sint Barbara · Sint Eustatius · Slootwijk · Sorgvliet · Spieringshoek · Standvastigheid · Suidwijn · Suzanna's Daal · Toevlugt (Surinamerivier) · Tout Lui Faut · Toledo · Totness · Tyronne · 't Vertrouwen · Victoria · Vierkinderen · Visserszorg · Voorburg · Voorzorg (Saramacca) · Vossenburg · Vredenburg · Vriendsbeleid en Ouderzorg · Vreeland · Waltonhall · Waldijk · Waterloo · Wederzorg · Welbedacht · Welgelegen (Commewijne) · Welgelegen (Coronie) · Welgevallen · Weltevreden · Wolffs Capoerica · Wolfenbüttel · 't Ylant · Zoelen · Zorg en Hoop (hout) · Zorg en Hoop (indigo) · Zorg en Hoop (katoen) · Zorg en Hoop (suiker)